# Contea di Juniata
La contea di Juniata (in inglese Juniata County) è una contea dello Stato della Pennsylvania, negli Stati Uniti. La popolazione al censimento del 2000 era di 22 821 abitanti. Il capoluogo di contea è Mifflintown.

## Geografia
La contea si trova nella parte centro-meridionale dello Stato. La contea è costituita da un’area montuosa con diverse vallate. Si estende tra le montagne Blue, Blacklog e Shade a nord-ovest e la Tuscarora Mountain a sud-est. I principali corsi d’acqua sono i fiumi Juniata e Susquehanna, e i torrenti Blacklog, Tuscarora, East Licking, Lost e West Branch Mahantango.

### Contee confinanti
- Contea di Snyder - nord
- Contea di Northumberland - nord-est
- Contea di Dauphin - nord-est
- Contea di Perry - sud
- Contea di Franlin - sud
- Contea di Huntingdon - sud-ovest
- Contea di Mifflin - ovest

## Storia
La contea fu creata nel 1831 da parte della contea di Mifflin e fu chiamata come l'omonimo fiume. L'etimologia è incerta: deriva da una parola irochese che significherebbe "popolo della roccia eretta" o "acqua blu" secondo fonti diverse. Prima dell'arrivo dei coloni, l'area era abitata da diversi popoli, tra cui Delaware, Monsey, Shawnee e Tuscarora.

## Centri abitati[5]

### Borough
- Mifflin
- Mifflintown (capoluogo)
- Port Royal
- Thompsontown

### Township
- Beale
- Delaware
- Fayette
- Fermanagh
- Greenwood
- Lack
- Milford
- Monroe
- Spruce Hill
- Susquehanna
- Turbett
- Tuscarora
- Walker

### CDP
- East Waterford
- East Salem
- McAlisterville
- Mexico
- Richfield (diviso con altra contea)